# Dieter Rebsch
Dieter Rebsch (* 9. Dezember 1951) ist ein ehemaliger deutscher Fußballspieler. 

## Karriere
Dieter Rebsch absolvierte am 16. August 1975 sein einziges Profispiel in der 2. Bundesliga Süd für die Stuttgarter Kickers, als er bei der 1:2-Heimniederlage gegen den SV Röchling Völklingen in der 63. Spielminute für Eckhard Müller eingewechselt wurde. 1976 wechselte er zum 1. FC Normannia Gmünd.